# A Tout le Monde
"A Tout le Monde" - пісня американського хеві-метал гурту Megadeth з їх студійного альбому Youthanasia 1994 року. Він був випущений як сингл у лютому 1995 року через "Capitol Records". Пізніше пісня була перероблена та перевидана під назвою "À Tout le Monde (Set Me Free)", на якій співала Крістіна Скаббіа з Lacuna Coil, на студійному альбомі Megadeth 2007 року "United Abominations". Приспів пісні "à tout le monde, à tous mes amis, je vous aime, je dois partir", перекладений англійською мовою, "усьому світу, усім моїм друзям, я люблю вас усіх, я повинен йти", що викликало суперечки після звинувачень у тому, що ця пісня просуїцидальна.

## Музика та слова
Музичне відео для "A Tout le Monde" було заборонено компанією MTV, яка заявила, що ця пісня просуїцидальна. Однак в інтерв'ю 1994 року, фронтмен Megadeth Дейв Мастейн заявив:
Це не пісня про самогубство. Вона про, те, коли у людей є кохана людина, яка вмирає, і їх стосунки закінчуються на поганій ноті, знаєш, вони бажають, щоб вони могли щось їм сказати. Тож це можливість для померлого щось сказати перед тим, як піти. І це була моя уява того, що я хотів би сказати людям, якби я мав, наприклад, 3 секунди, щоб зробити це до смерті, я б сказав усьому світу, всім своїм друзям, я усіх вас люблю, але тепер я мушу піти. Це останні слова, які я коли-небудь скажу, і вони звільнять мене. Я не повинен казати, що мені, я не повинен казати "буду сумувати за тобою", або "я буду тебе чекати". Знаєте, я просто скажу, що я любив усіх вас, хороших, поганих, байдужих, я любив усіх вас.

## Назва
Назва пісні, "A tout le Monde", перекладається з французької "До всього світу" або "До всіх". Приспів пісні, "à tout le monde, à tous mes amis, je vous aime, je dois partir", перекладений на англійську мову відповідно: "Усьому світу, усім моїм друзям, я люблю вас усіх, я повинен піти".

## Трек-ліст
| Номер | Назва                             | Автор(и)                                               | Тривалість |
| ----- | --------------------------------- | ------------------------------------------------------ | ---------- |
| 1.    | "A Tout le Monde"                 | Дейв Мастейн                                           | 4:28       |
| 2.    | "Problems" (кавер на Sex Pistols) | Глен Метлок, Джонні Роттен, Пол Кук, Стів Джонс        | 3:56       |
| 3.    | "New World Order" (демо)          | Дейв Мастейн, Девід Еллефсон, Марті Фрідман, Нік Менца | 3:45       |

## Версія 2007 року
Пісня була перероблена в 2007 році на альбомі United Abominations під назвою "À Tout le Monde (Set Me Free)", вона була виконана як дует Мастейна та Крістіни Скаббіа, співачки італійської метал групи Lacuna Coil. Нова версія також трохи швидша, а гітарне соло у виконанні Глена Дровера в музичному плані на 4 такти довше оригіналу Марті Фрідмана. "À Tout le Monde (Set Me Free)" був першим синглом, що вийшов з альбому, і для нього було зроблено нове музичне відео. Назва пісні змінена, щоб відрізнити її від оригіналу, хоча ця зміна не відображається при деяких виданнях альбому. 

## Учасники запису
Версія з Youthanasia:
- Дейв Мастейн - вокал, ритм-гітара
- Марті Фрідман - соло-гітара
- Девід Еллефсон - бас-гітара
- Нік Менца - барабани

Версія з United Abominations:
- Дейв Мастейн - вокал, ритм-гітара
- Глен Дровер - соло-гітара
- Джеймс ЛоМенцо - бас-гітара
- Шон Дровер - барабани
- Крістіна Скаббіа - гостьовий вокал